# Buffle de terre
Cet article possède un paronyme, voir Buffle (homonymie).
| Éléments du cycle sexagésimal 干支 | Éléments du cycle sexagésimal 干支 | Éléments du cycle sexagésimal 干支 | Éléments du cycle sexagésimal 干支 | Éléments du cycle sexagésimal 干支 | Éléments du cycle sexagésimal 干支 | Éléments du cycle sexagésimal 干支 | Éléments du cycle sexagésimal 干支 | Éléments du cycle sexagésimal 干支 | Éléments du cycle sexagésimal 干支 | Éléments du cycle sexagésimal 干支 | Éléments du cycle sexagésimal 干支 |
| ---------------------------------- | ---------------------------------- | ---------------------------------- | ---------------------------------- | ---------------------------------- | ---------------------------------- | ---------------------------------- | ---------------------------------- | ---------------------------------- | ---------------------------------- | ---------------------------------- | ---------------------------------- |
| 01 Rat bois                        | 02 Buffle bois                     | 03 Tigre feu                       | 04 Lièvre feu                      | 05 Dragon terre                    | 06 Serpent terre                   | 07 Cheval métal                    | 08 Chèvre métal                    | 09 Singe eau                       | 10 Coq eau                         | 11 Chien bois                      | 12 Cochon bois                     |
| 13 Rat feu                         | 14 Buffle feu                      | 15 Tigre terre                     | 16 Lièvre terre                    | 17 Dragon métal                    | 18 Serpent métal                   | 19 Cheval eau                      | 20 Chèvre eau                      | 21 Singe bois                      | 22 Coq bois                        | 23 Chien feu                       | 24 Cochon feu                      |
| 25 Rat terre                       | 26 Buffle terre                    | 27 Tigre métal                     | 28 Lièvre métal                    | 29 Dragon eau                      | 30 Serpent eau                     | 31 Cheval bois                     | 32 Chèvre bois                     | 33 Singe feu                       | 34 Coq feu                         | 35 Chien terre                     | 36 Cochon terre                    |
| 37 Rat métal                       | 38 Buffle métal                    | 39 Tigre eau                       | 40 Lièvre eau                      | 41 Dragon bois                     | 42 Serpent bois                    | 43 Cheval feu                      | 44 Chèvre feu                      | 45 Singe terre                     | 46 Coq terre                       | 47 Chien métal                     | 48 Cochon métal                    |
| 49 Rat eau                         | 50 Buffle eau                      | 51 Tigre bois                      | 52 Lièvre bois                     | 53 Dragon feu                      | 54 Serpent feu                     | 55 Cheval terre                    | 56 Chèvre terre                    | 57 Singe métal                     | 58 Coq métal                       | 59 Chien eau                       | 60 Cochon eau                      |

Le buffle de terre est le vingt-sixième élément du cycle sexagésimal chinois. Il est appelé jichou ou tsi-tch’eou en chinois (chinois : 己丑 ; pinyin : jǐchǒu), gichuk en coréen, kichu en japonais et ky suu en vietnamien. Il est précédé par le rat de terre et suivi par le tigre de métal.
À la tige céleste ji est associé le yin et l'élément terre, et par la branche terrestre chou, le yin, l'élément terre.

## Années du buffle de terre
La transition vers le calendrier grégorien se fait en multipliant par soixante et en ajoutant vingt-neuf. Sont ainsi appelées année du buffle de terre les années :

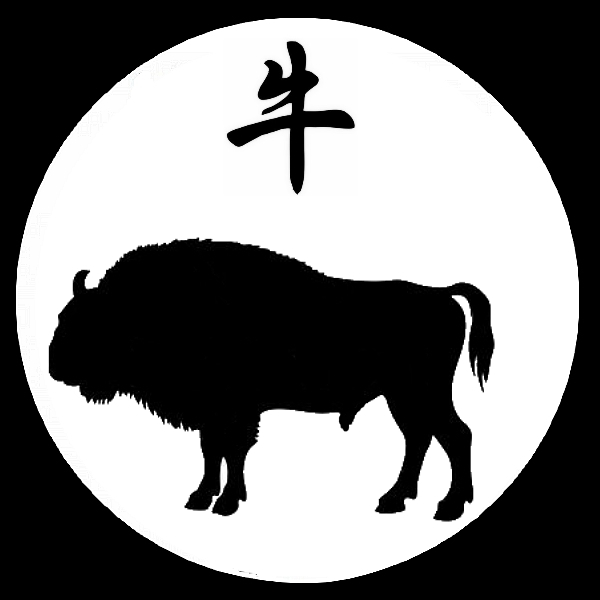
Signe astrologique chinois'Le BUFFLE

| Ier millénaire                                                                                      | IIe millénaire                                                                                                  | IIIe millénaire |
| --------------------------------------------------------------------------------------------------- | --- | --- |
| - 29 - 89 - 149 - 209 - 269 - 329 - 389 - 449 - 509 - 569 - 629 - 689 - 749 - 809 - 869 - 929 - 989 | - 1049 - 1109 - 1169 - 1229 - 1289 - 1349 - 1409 - 1469 - 1529 - 1589 - 1649 - 1709 - 1769 - 1829 - 1889 - 1949 | - 2009 - 2069 - 2129 - 2189 - 2249 - 2309 - 2369 - 2429 - 2489 - 2549 - 2609 - 2669 - 2729 - 2789 - 2849 - 2909 - 2969 |